# 東尼·杜利高
安東尼·羅拔·杜利高（英語：Anthony Robert Dorigo，1965年12月31日—），簡稱東尼·杜利高（'），出生在墨爾本，是一名已退役的英格蘭足球員，曾效力阿士東維拉、車路士、列斯聯和英格蘭效力，司職左閘。

## 生平
杜利高出身於阿士東維拉青訓。1984年5月12日，他在對葉士域治的賽事中後備入替而處子上陣。
1987年7月3日，他以47.5萬英鎊身價轉投車路士。8月15日，他在對錫周三的賽事中處子上陣。該季結束後，他雖然贏得車路士年度最佳球員，但球會最終亦降班。他協助球會升班重返甲組聯賽。1991年，他的轉會請求被撤回，時任領隊卜比·甘保亦不重用他。
最終他在同年6月6日以130萬英鎊身價艱難地離開史丹福橋球場並加盟列斯聯。8月20日，他在對諾定咸森林的賽事中處子上陣。他加盟的首季，列斯聯就贏得甲組聯賽冠軍。
1997年8月20日，杜利高加盟意大利球會拖連奴。他協助球隊打入升班附加賽，雖然最終在決賽射失十二碼，但仍成為年度球會最佳球員。
由於財務問題，拖連奴讓杜利高離開球隊。1998年10月14日，他前往打比郡試訓並最終加盟。10月24日，他在對曼聯的賽事中處子上陣。他在打比郡期間取得3次入球分別是在聯賽對諾定咸森林、足總盃對哈德斯菲爾德和足總盃重賽時攻入的。
2000年7月12日，杜利高加盟史篤城並成為隊長。8月19日，他在對布里斯托城的賽事中處子上陣。2001年5月19日，他正式宣佈退役。
退役後，他曾於2006/07球季在布拉沃和2007/08球季在第五台擔當意大利足球球的評述員，現在他忙於房地產開發的工作。2002年，他獲通知取得歐洲足協專業牌照。

## 國際賽
杜利高雖然在澳洲出世，但他持有英國護照。他曾代表英格蘭U21上陣11次、英格蘭B隊7次和英格蘭15次。
1988年，由於史超活·皮雅斯受傷，杜利高因而被徵召以堅尼·森臣的替補身份被列入1988年歐洲國家盃英格蘭隊的名單中。
1989年12月13日，他在對南斯拉夫的賽事中首次代表英格蘭隊上陣。
杜利高亦有在1990年世界盃以1-2的比分不敵意大利的季軍戰中上陣。1993年10月13日，他在1994世界盃外圍賽對荷蘭的賽事中最後一次代表英格蘭隊上陣。

## 外部連結
- （英文）Profile at National football teams （页面存档备份，存于）
- （英文）足球数据库：東尼·杜利高的球员统计数据